# Костенко Валентин Григорович
Валентин Григорович Костенко  (* 16 липня 1895, Уразово, Слобожанщина — † 14 липня 1960, Харків) — український оперний композитор, музикознавець, музичний критик.
Жертва сталінського терору.

## Біографія
Народився 1895 р. у с. Уразово, на Східній Слобожанщині (тепер Бєлгородська область, РФ). Походив з родини селян-бондарів. Хист до музики перейшов від батька, який був регентом у сільській церкві. Костенко вирізнявся голосом виняткової краси і тому потрапив до Петербурзької придворної співацької капели, де і перебував до 1914. Тоді ж приватно вчився у Петербурзькій консерваторії, яку закінчив 1915 з дипломом вільного художника композиції.
1922 Костенко повертається в Україну, до тодішньої більшовицької столиці — Харкова. Тут викладав у Харківському музично-драматичному інституті.

### Творчість та доля
Автор опери «Кармелюк», яка активно ставилася у Харківській державній опері у 1930-ті роки. Також писав симфонічну музику, вокальні твори, музику до кінофільмів «Каховський плацдарм» (1933, у співавт. з І. Овадісом). Проте вже 1934 композитор звинувачений у так званому «буржуазному націоналізмі». Під час втечі сталіністів з Харкова під час Другої світової війни, про опального композитора забули і залишили на розсуд німецької влади.
Вже 1950 більшовицька влада вирішила помститися композитору за те, що він не загинув під німцями. Костенка звинуватили у співпраці з німецькою владою у Харкові в період 1941 по 1943. Тоді він завідував відділом мистецтв міської управи і керував діяльністю харківських закладів мистецтв (музичних шкіл, консерваторії, театрів, історичного архіву, музею
й інших культурних установ, яких не змогли зруйнувати сталіністи перед втечею на схід). Був членом організації «Просвіта», тож звинувачувався також і у пропаганді створення незалежної української держави (оркестрував гімн «Ще не вмерла Україна»).
Сталінський трибунал засудив В. Костенка до 25 років таборів (1956 композитор був звільнений за амністією).
Помер 14 липня 1960 р. в Харкові.

### Доля після смерті
Ім'я В. Костенка і його творчість були фактично заборонені сталінським окупаційним режимом, а його діяльність начисто викреслена з історії української музичної культури. Відкритим архів композитора став після звільнення України від СССР — з 1995 року, після посмертної реабілітації В. Костенка (1993).